# クロフト・サーキット
クロフト・サーキットは、イギリスのノースヨークシャーにあるダルトンオンティーズの近くにあるモーターレースサーキット。ターマックサーキットは2マイル (3 km)強長く、飛行場跡地に建設されたが、その後の改修で現在ではその面影は薄い。同サーキットでは、イギリスツーリングカー選手権 (BTCC)、イギリスラリークロス、ピックアップトラックレースシリーズなどが開催されている。

## 歴史
クロフトでの最初のレースの記録は1920年代にさかのぼるが、クロフト・サーキットが重要なレース会場になったのは第二次世界大戦後のことだった。
第二次世界大戦の初めに、RAFクロフトという名前の飛行場が現在サーキットが存在する場所に建設された。RAFクロフトはクロフト飛行場としても知られ、主に爆撃機用の飛行場として使用されていた。ウェリントン、ランカスター、ホイットリー、スターリング、ハリファックス爆撃機など、他にもさまざまな種類の航空機があった。
主に爆撃機の着陸ミスによる悪名高い事故が数多く発生。1機の爆撃機がドイツから戻ってきて、約4マイル (6 km)アトリーヒルの木に衝突。すべての乗組員の死亡が確認された。木の切り株は、1990年代半ばに地主によって削り取られるまで、アトリーヒルの負の記念碑として存在していた。
クロフト飛行場には、カナダの419飛行隊を含む多くの飛行隊があり、近くのエリホルム駅は、戦時中、しばしば空軍兵と地上要員で混雑していた。クロフト飛行場への公道沿いの縁は、爆弾やその他の軍事機器の棚を保管するために使用され、当時の地元の子供たちにとって魅力的な場所だった。
戦争が終結すると、飛行場はRAFによって放棄され、格納庫などの主要な建造物のほとんどが取り壊されて近くの村の建物の基礎として流用されているが、軍事時代の建物や建造物が一部近くの農地に残っている。
1947年、実業家兼評議員のジョン・ニーシャム（John Neasham）が土地のリースを取得し、ダーリントン・アンド・ディストリクト・エアロクラブを結成。しかし、クラブはわずか5年後に解散し、飛行場は使用されなくなった。
1940年代後半から1950年代にかけて、ダーリントン・アンド・ディストリクト・モータークラブは滑走路と周辺道路を利用してさまざまなレイアウトでレースを開催し、1962年にブルースロプナーと仲間の愛好家が官公オークションで敷地の半分を購入し、サーキットを1964年7月に完成させた。1964年8月の最初のイベントは、3万人から5万人の観客が集まった。
何年間にもわたって国内および国際的なレースを主催してきたが、ブランズ・ハッチ、シルバーストン・サーキット、リッデン・ヒル・レース・サーキットなどのイングランド南部のサーキットに注目が集まった為、1967年12月にクロフトは初のラリークロス開催に踏みきった。イベントはITVのWorld of Sportによってライブ中継された。当時ラリークロスはウィンタースポーツと見なされていたため、他シーズンでのサーキットレースも続いた。 1981年までに収益性は低下し、路面は全面的な改修が必要なまでに悪化、サーキットレースは終了した。地元の農家であるジョージ・シールド（George Shield）は、ラリークロスを運営するリース契約に同意し、ダーリントン・アンド・ディストリクト・モータークラブと協力して、ラリークロス用サーキットへの改修を行う。クロフトは1987年と1990年のFIAインターナショナルカップイベントと1994年のFIAヨーロッパラリークロス選手権の英国ラウンドを開催した。
ラリークロスの注目を集めて、ターマックレースを再導入することが決定され、二輪・四輪とも人気のコースとなった。

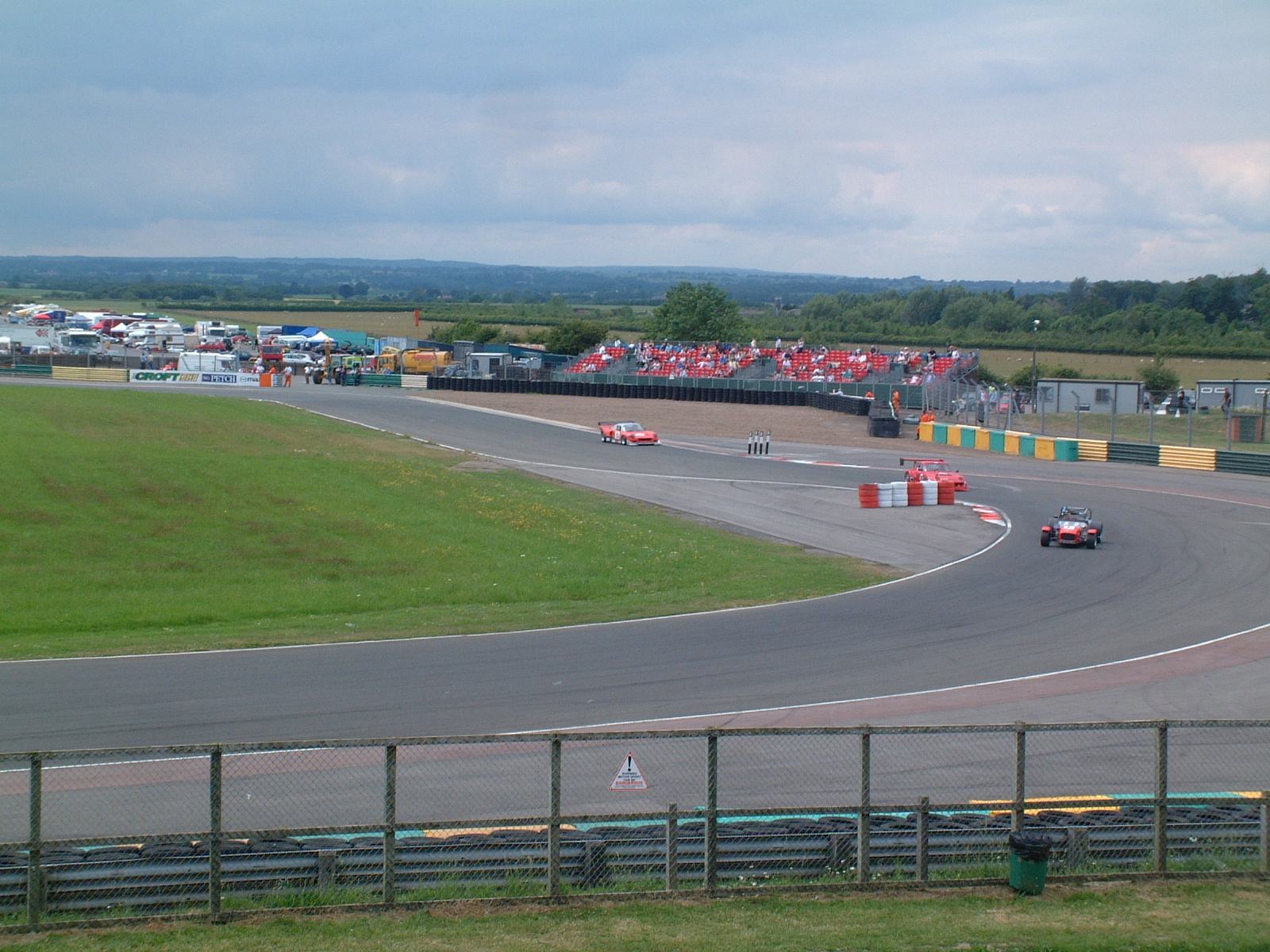
1コーナーと2コーナー

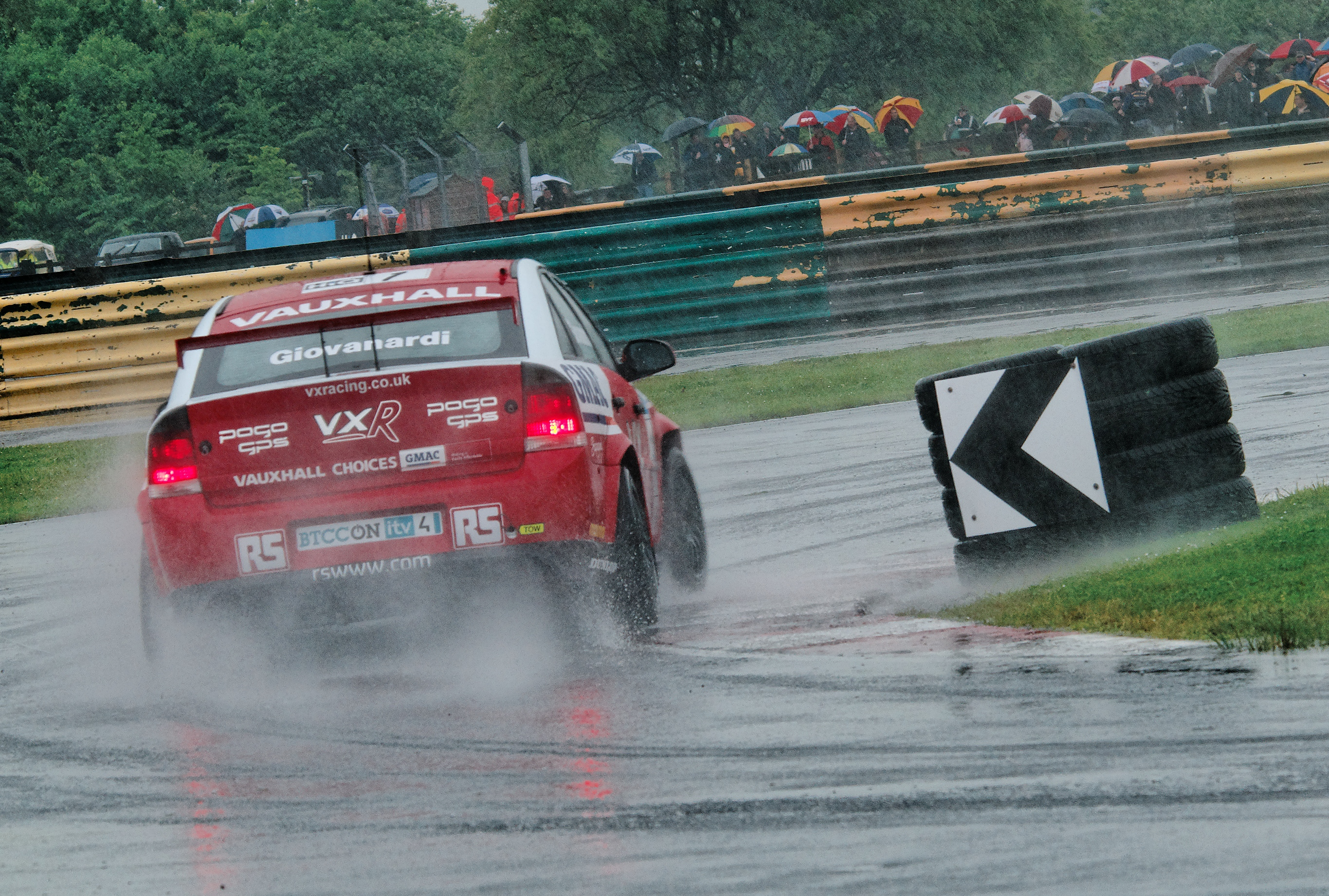
コンプレックスを通過するファブリツィオ・ジョヴァナルディのボクスホール・ベクトラ。

1997年、サーキットは大きな変革を遂げた。サーキットは2.127マイル (3.423 km)に延長され、新しいピット、パドック、コントロールタワー、観客エリアが建設された。
BTCCとブリティッシュスーパーバイク選手権が改修を終えたクロフトで開催され、ブリティッシュスーパーバイクは2011年までの開催だったが、BTCCでは現在もクロフトで開催されている。
BTCCでボクスホールやホンダのワークスドライバーだったジェームス・トンプソンは、クロフトを得意なサーキットだと語っていた。彼の地元に近く、昔から走り込んでいたという。初めてトンプソンがBTCCでクロフトで優勝したのはホンダ・アコードで参戦した98年であった。